# Mexcala, Guerrero
Mexcala är en ort i Mexiko.   Den ligger i kommunen Tlapa de Comonfort och delstaten Guerrero, i den sydöstra delen av landet, 220 km söder om huvudstaden Mexico City. Mexcala ligger 1 071 meter över havet och antalet invånare är 121.
Terrängen runt Mexcala är huvudsakligen kuperad. Mexcala ligger nere i en dal. Runt Mexcala är det ganska tätbefolkat, med 56 invånare per kvadratkilometer. Närmaste större samhälle är Tlapa de Comonfort, 4,1 km väster om Mexcala. I omgivningarna runt Mexcala växer huvudsakligen savannskog.